# Garnet (Steven Universe)
Garnet é uma personagem fictícia do desenho animado Steven Universo, criada por Rebecca Sugar. Ela é uma Gem, um ser alienígena fictício que existe como uma pedra preciosa mágica projetando um corpo holográfico. Garnet é uma fusão - ou seja, duas Gems combinando personalidades e aparências como um corpo holográfico compartilhado - formada por duas gemas chamadas Rubi e Safira, que escolhem permanecer permanentemente fundidas por amor uma pela outra.
Garnet é dublada por Estelle, uma performance que teve uma recepção positiva. Garnet tem sido frequentemente elogiada por ser uma representação de um relacionamento sáfico positivo.
No Brasil, a personagem é dublada por Marcia Coutinho.

## Personagem
A líder de fato das Crystal Gems, que protegem a humanidade e a Terra do perigo, Garnet é inicialmente apresentada como calma e insensível, mas pragmática e capaz. Os escritores do desenho descreveram Garnet como tendo uma personalidade autoconfiante; eles dizem isso pelo fato de que ela nunca faz muitas perguntas.
Eric Thurm, do The A.V. Club, descreveu Garnet como "inicialmente a mais calada, distante e simplesmente alienígena" das Crystal Gems. Depois que a líder original das Crystal Gems, Rose Quartz, abandonou sua vida física para criar seu filho Steven, Garnet assumiu o papel de líder do grupo. No início da série, ela parece relativamente distante, pois raramente falava. À medida que a história de Steven Universo avança, ela se torna mais relacionável.
Das gems nas palmas de suas mãos, Garnet pode convocar duas manoplas com energia potente. Sua "visão de futuro" permite que ela veja diferentes resultados possíveis para prever eventos futuros, e ela pode compartilhar temporariamente essa habilidade com Steven, beijando-o na testa. Garnet também aparece no OK K.O.! Vamos ser heróis no episódio Crossover "Crossover Nexus", no qual ela diz que seu visor a ajuda a canalizar sua visão de futuro.

### Rubi e Safira
De acordo com Rebecca Sugar, Garnet pretendia ser uma fusão desde o piloto da série, embora Rubi e Safira tenham entrado na história enquanto Sugar estava escrevendo Garnet. Rebecca descreveu o processo como "engenharia reversa" das duas personalidades das personagens, com base no que a equipe de produção trazia para o show.
Os espectadores descobriram que Garnet é uma fusão no final da primeira temporada, no episódio "Jail Break" (Libertador, no Brasil), mas o prenúncio em episódios anteriores levou muitos espectadores a suspeitar disso mesmo antes de ser revelado. Rubi é caracterizada como uma segurança e lutadora mal-humorada e agressiva, enquanto Safira é uma oráculo calmo e contemplativo, resultando em uma dinâmica complexa e dinâmica entre elas. O relacionamento estável de Garnet enquanto fundido é usado como uma metáfora para o poder de relacionamentos saudáveis, já que Rubi e Safira juntas são mais fortes do que qualquer humano ou gem sozinha. Garnet é descrita como sendo feita de "amor literal, o amor romântico de dois indivíduos queer", já que a maioria das Gems, incluindo Rubi e Safira, apresentam-se de maneira feminina, utilizando pronomes femininos.
O episódio da segunda temporada "The Answer" (A Resposta, no Brasil) apresenta um flashback do primeiro encontro de Rubi e Safira: Safira era um membro da corte da Diamante Azul que veio à Terra para ajudar e prever como iram capturar Rose Quartz, e Rubi era um de seus guarda-costas. Rubi e Safira acidentalmente se fundem pela primeira vez quando Rubi a empurra para fora do perigo, e elas fogem para escapar da execução pelo tabu da fusão de gems diferentes. Garnet se junta às Crystal Gems depois de encontrar Rose Quartz, que diz a ela que o amor de Rubi e Safira é "a resposta" para todas as suas perguntas possíveis. Um episódio posterior, "Now We're Only Falling Apart", revela como a criação de Garnet influenciou os ideais de Rose Quartz de lutar por seu direito de existir.[carece de fontes?]
Em um arco de história no final da quinta temporada, Garnet se desfaz quando Safira se sente traída por Rose, que incentivou sua fusão em primeiro lugar, e se separa de Rubi, dizendo que seu relacionamento é baseado em uma mentira. À medida que Safira descobre a história completa de Rose com Pérola, Rubi percebe que nunca passou nenhum tempo explorando sua identidade além de Safira, e parte para embarcar em uma busca de autodescoberta. Eventualmente, os dois percebem que ainda querem ficar juntos, e no episódio "Reunidos", elas se casam como sua maneira de estarem juntas em seus próprios termos, e não apenas por causa de Rose Quartz.[carece de fontes?]

## Recepção

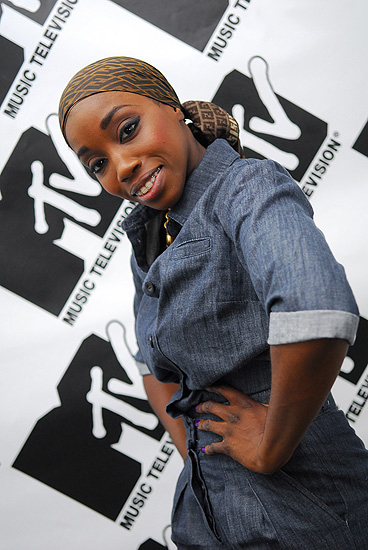
Garnet é dublada por Estelle.

Garnet é dublada por Estelle na dublagem original da série. O desempenho de Estelle é sempre elogiado pelos críticos: Vrai Kaiser, do The Mary Sue, elogiou o trabalho de voz de Estelle em "Jail Break", afirmando que "a quantidade de amor, camadas e história que ela embala em tão poucas palavras vai direto ao coração, não importa quantas vezes você assiste." A narração de Garnet em "The Answer" foi elogiada por Eric Thurn porque Estelle teve a oportunidade de fazer um trabalho de voz mais divertido e "suave". Garnet é o primeiro papel de voz de Estelle, e a personagem foi desenhada por Rebecca Sugar enquanto ela ouvia a música de Estelle.
Garnet é comumente elogiada como uma representação de um relacionamento lésbico em uma série animada. Desde 2010, séries animadas de televisão como The Loud House e A Lenda de Korra mostram uma maior quantidade de representação LGBT nas televisões infantojuvenil. Steven Universo faz uso frequente de temas LGBT: Pérola tem fortes sentimentos românticos por Rose Quartz, e Stevonnie é um personagem não binário, sendo uma fusão entre Steven e Connie. Escrevendo para The Lawrentian em janeiro de 2016, Bridget Keenan descreveu Garnet como "o primeiro casal de lésbicas canônico no Cartoon Network ".

### Censura
Algumas das interações românticas entre Rubi e Safira foram censuradas durante a localização para outros países. Na tradução sueca do episódio "Hit the Diamond", o flerte entre as duas personagens foi substituído por um diálogo mais neutro, causando polêmica na Suécia; alguns fãs da série exigiram que o Cartoon Network Suécia não censurasse o relacionamento de Rubi e Safira novamente.
Um pequeno flashback no qual a Pérola dança intimamente com a Rose durante o episódio "Temos Que Conversar" foi censurado de maneira controversa pelo Cartoon Network do Reino Unido para a audiência britânica, já que eles pensaram que "a versão brevemente editada é mais confortável para as crianças locais e seus pais."